# Ezafe
Die Ezāfe (Varianten: Izafa, Izafat; türkisch İzafet, persisch اضافه, DMG Eżāfe, aus dem arabischen Idafa / إضافة / Iḍāfa / ‚Verbindung‘) bezeichnet eine enklitische Partikel, die Attribute (Nomen, Pronomen, Adjektiv) an deren Bezugsnomen bindet. Dieses Syntagma nennt man auch eine „Ezāfe-Konstruktion“. Sie ist typisch für manche iranische Sprachen, weshalb sich die persische Bezeichnung eingebürgert hat. Sie ist auch in indoarische Sprachen wie Urdu und in Turksprachen eingegangen.
Hauptfunktionen der Ezāfe sind:
- Besitzanzeige, z. B. کتابِ فرهاد, DMG ketāb-e Farhād, ‚Farhads Buch‘, کتابِ من, DMG ketāb-e man, ‚mein Buch‘.
- adjektivische Eigenschaftsbestimmung, z. B. کتابِ معروف, DMG ketāb-e maʿruf, ‚das berühmte Buch‘.
- Benennung, z. B. شهرِ تهران, DMG šahr-e Tehrān, ‚die Stadt Teheran‘. (Vgl. englisch “the city of Tehran”.)

Dabei können regelrechte „Ezāfe-Ketten“ gebildet werden, indem jedes weitere Attribut durch eine weitere Ezāfe angebunden wird, z. B.:
„Das schöne, alte Haus“ (persisch خانه‌ی کهنه‌ی قشنگ, DMG ḫāne-ye kohne-ye qašang; Konstruktion: Haus-<Ezāfe> alt-<Ezāfe> schön, wörtl.: „Das Haus, welches schön, welches alt“)
Gesprochen wird die persische Ezāfe -e bzw. nach Vokal -ye; so auch die DMG-Umschrift für jüngeres Persisch (DIN-Umschrift stets -i).
Im Persischen gibt es je nach Wortendung folgende Möglichkeiten zur Schreibung der Ezāfe:
- nach Konsonanten: ـِ Kasre (entfällt meist)
- nach ی (ī/ey): keine Kennzeichnung
- nach ا (ā), و (ū/ou): ی Ye (nach ou auch ohne Kennzeichnung)
- nach stummem ه (a/e): ـٔ Hamza (also هٔ) oder ی Ye

Im Urdu treten folgende Schreibungen der dort Iżāfat (اضافت) genannten Konstruktion auf:
- nach Konsonanten: ـِ Zer
- nach ی: ـِ Zer oder ـٔ Hamza (also ئ)
- nach ے: keine Kennzeichnung oder ـٔ Hamza (also ۓ)
- nach ا, و: ئے Ye mit Hamza + Bari Ye
- nach stummem ـہ: ـٔ Hamza (also ـۂ)

Die Iżāfat kehrt die sonst im Urdu übliche Wortfolge um. Dadurch haben Iżāfat-Konstruktionen oft eine gehobenere Bedeutung als der normale Genitiv. Z. B.:
پاکستان کی حکومت DMG Pākistān kī ḥukūmat, deutsch ‚Pakistans Regierung‘ – im Allgemeinen
→ حکومتِ پاکستان DMG Ḥukūmat-e Pākistān, deutsch ‚die Regierung von Pakistan‘ – als offizielle Bezeichnung.
Im Osmanisch-Türkischen, in dem die dort İzafet genannte Konstruktion ebenfalls weit verbreitet ist, erscheint sie durchgehend mit -(y)i oder -(y)ı vokalisiert und wird oft graphisch mit Bindestrich vom Bezugsnomen abgetrennt. Wo sich die İzafet im modernen Türkisch erhalten hat, wird sie auch der Labialharmonie unterworfen und taucht dann in den Vokalisationen -(y)u und -(y)ü auf.
Einige iranische Sprachen, besonders die kurdischen, haben die Ezāfe nicht aus dem Persischen entlehnt, sondern aus älteren Sprachstufen ererbt. Dabei ist die Form der Ezāfe von Sprache zu Sprache unterschiedlich. In manchen Sprachen gibt es für die verschiedenen Genera und Kasus unterschiedliche Formen der Ezāfe (z. B. in Kurmandschi).

## Geschichte
Die Ezāfe hat sich aus dem altiranischen Relativpronomen entwickelt, dessen Stamm ya- lautet. Ob sie sich direkt aus dem einfachen Relativpronomen entwickelt hat, oder aus der altpersischen Form des Relativpronomens, ist nicht zu entscheiden. Im Altpersischen sind die Relativpronomina eine Komposition aus den Demonstrativpronomina auf ha- bzw. ta- und dem eigentlichen Relativpronomen auf ya-, z. B. Nom.Sg.m.: haya, wörtlich „dieser welcher“.
Im Mittelpersischen kann die Ezāfe (die durch das Aramäogramm Y buchstabiert und als ī transkribiert wird) noch ganze Relativsätze an das Bezugsnomen binden. Während dies beispielsweise in Soranî immer noch möglich ist, hat das Neupersische dies verloren.
Die Ezāfe-Konstruktion wurde auch in das Osmanische (als -i und -ı) und ins Urdu entlehnt.